# Mia Toretto
Mia Toretto-O'Conner è un personaggio della saga cinematografica Fast and Furious, sorella di Dominic Toretto e moglie di Brian O'Conner.

## Biografia del personaggio
Mia è la sorella minore di Dominic "Dom" e Jakob Toretto. Nel primo film lavora nel piccolo bar di proprietà di Dom. In quel posto fa il suo primo incontro con Brian Spilner (allora infiltrato del LAPD). La notte segue Dom nelle sue gare clandestine, gare alle quali non partecipa pur avendo una buona abilità di guida. Fra Mia e Brian nasce una storia d'amore, che in futuro porterà loro un bambino, Jack (datogli in memoria del padre di Mia). Annuncerà poi all'inizio del settimo film di essere di nuovo incinta di una femmina. Per questo chiederà al marito di chiudere con le macchine e di vivere una vita tranquilla per amore della famiglia.

## Caratterizzazione

### Famiglia
- Dominic "Dom" Toretto (fratello maggiore)
- Jakob Toretto †? (fratello maggiore)
- Jack O'Conner (figlio, avuto da Brian)
- Figlia innominata
- Brian Marcos "Piccolo B." Toretto (nipote, figlio di Dom)
- Jack Toretto † (padre)
- Madre innominata †
- Brian O'Conner (compagno)
- Fernando Toretto (cugino)
- Antonio "Tony" Toretto (cugino)

### Auto
| Film                                  | Auto                                  |
| ------------------------------------- | ------------------------------------- |
| Fast and Furious                      | Honda Integra                         |
| Fast and Furious                      | Toyota Supra                          |
| Fast & Furious - Solo parti originali | Honda NSX (JDM NSX Type R Conversion) |
| Fast & Furious 5                      | Honda NSX (JDM NSX Type R Conversion) |
| Fast & Furious 5                      | Ford GT40                             |
| Fast & Furious 6                      | Alfa Romeo Giulietta QV del 2012      |